# Chytonix commixta
Chytonix commixta är en fjärilsart som beskrevs av William Schaus 1914. Chytonix commixta ingår i släktet Chytonix och familjen nattflyn. Inga underarter finns listade i Catalogue of Life.